# Bangassogo
Bangassogo est une commune située dans le département de Kiembara de la province du Sourou au Burkina Faso.

## Éducation et santé
La commune accueille un centre de santé et de promotion sociale (CSPS).